# Julius Geertz
Julius Geertz   (Hamburg, 21 d'abril de 1837 - Brunsvic, 21 d'octubre de 1902) va ser un artista alemany de l'escola de pintura de Düsseldorf.

## Biografia

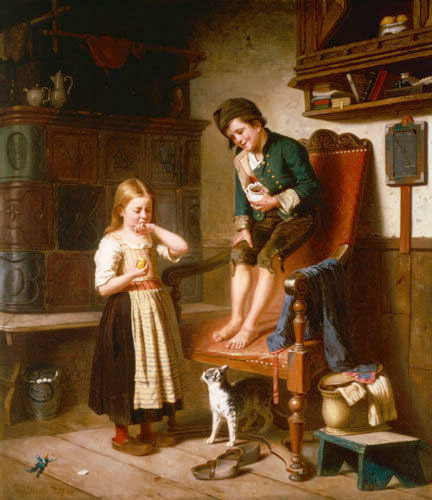
Die saure Zitrone, 1867

Geertz va néixer a Hamburg, on va començar els seus estudis artístics amb els germans Günther Gensler i Martin Gensler , després va treballar durant un temps com a estudiant privat del primer, després del qual es va convertir en alumne d’Adolf des Coudres a Karlsruhe. Es va traslladar a Düsseldorf el 1860 i va entrar a l'estudi de Rudolf Jordan. El 1864 va viatjar a París, on va estudiar l'obra dels antics mestres, i després a la Bretanya i els Països Baixos.
Després es va instal·lar a Düsseldorf, on va pintar escenes de gènere, en part serioses, en part humorístiques, extretes de la vida corrent i dels fets dels joves; entre aquests , Der Verbrecher nach der Verurteilung ('El criminal després del judici') va establir la seva reputació. Se'l compta com un de l'anomenada Escola de Düsseldorf.
Les seves obres es distingeixen per un seriós esforç per capturar la veritat de la vida del caràcter individual, un excel·lent dibuix i un ús del color, així com un ús freqüent de l'humor subtil. Va ser membre de la societat de pintors de Düsseldorf Malkasten ('caixa de pintura').
Geertz va morir a Braunschweig.
El seu fill Henry Ludwig Geertz (nascut el 1872 a Düsseldorf; data i lloc de mort desconeguts) va estudiar des de 1889 a la Kunstakademie Düsseldorf amb Peter Janssen, i des de 1893 a les classes de pintura de Julius Roeting i Eduard von Gebhardt. Va ser membre de la Hamburger Künstlerverein ("Societat d'Artistes d'Hamburg"). Entre les seves obres principals hi ha el retrat de grup dels membres fundadors de la Hamburgische Wissenschaftliche Stiftung ("Societat científica d'Hamburg").

## Obres seleccionades
- Zerniert und Kapituliert
- Zwei heitere Kinderbilder
- Folgen des Schularrestes
- Der Fliegenfänger
- Die Dorfschule
- Wacht am Rhein
- Kriegsgefangene
- Das Mädchen mit dem Vogelnest
- Der Bettelpfennig